# Ішикан
Ішика́н (рос. Ишикан) — село у складі Шелопугінського району Забайкальського краю, Росія. Входить до складу Мироновського сільського поселення.

## Населення
Населення — 112 осіб (2010; 148 у 2002).
Національний склад (станом на 2002 рік):
- росіяни — 100 %